# 台海心戰
台海心戰，是八二三砲戰後，中华人民共和国政府與中华民国政府分別在兩岸（廈門與金門等島嶼）的台灣海峽之間互相進行的誘利敵軍的心理战行動，此行動直到1991年4月24日才正式結束。行動包括使用喇叭廣播、無線電、漂浮物品到對岸。雙方互有降軍投降，從而得知對方情報。

## 历史
1959年，時任中華民國總統蒋介石在中國國民黨第八次全國代表大會中强调心战政战的积极开展，中華民國國防部随即设立了金门和台湾两个心战大队，在韩国另设有一个分队。台湾对大陆的心理战主要由金门负责，其设在金门的光华园曾是负责对大陆空飘心理战的基地。

### 空飘

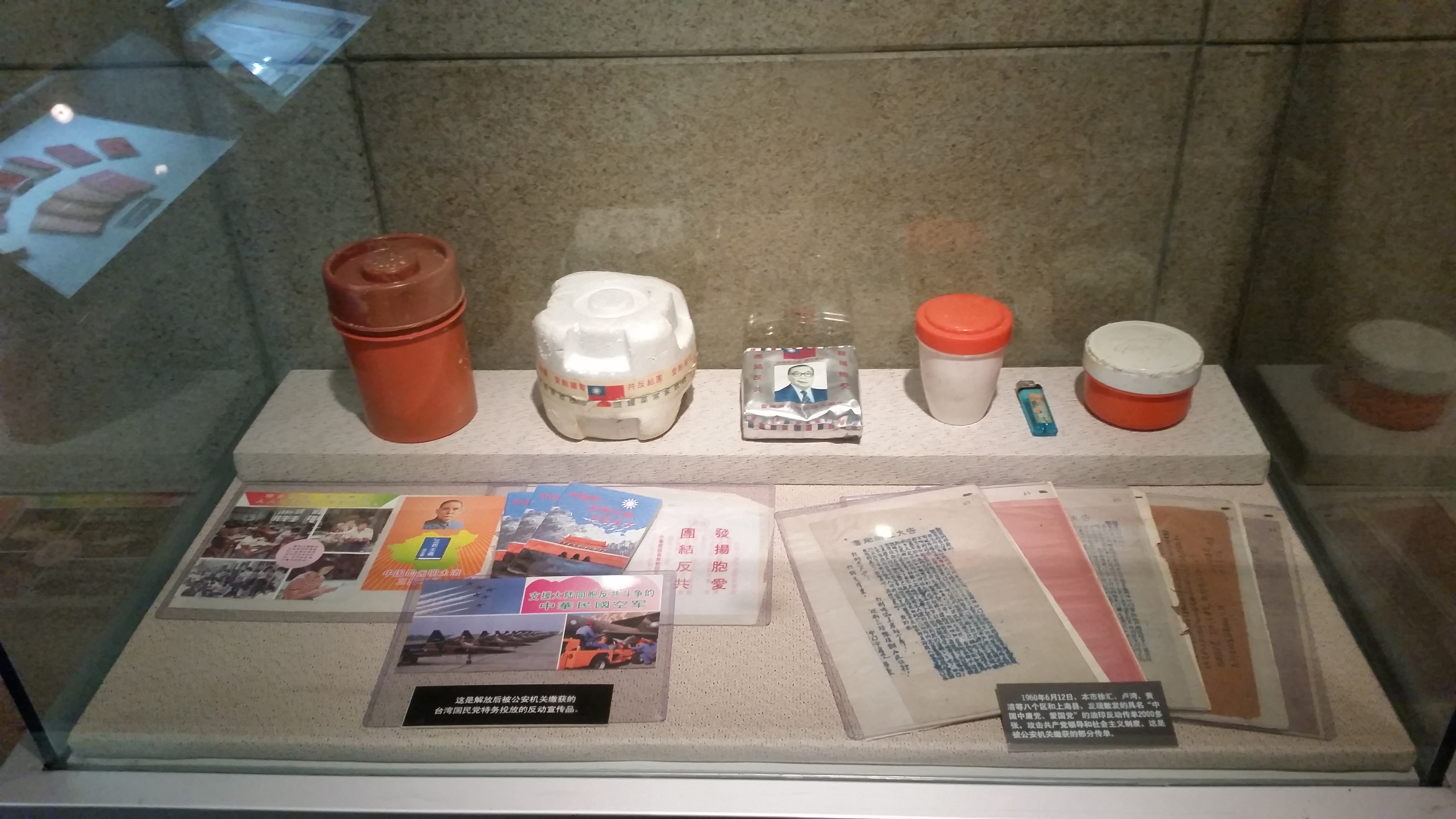
上海公安博物馆藏、由中華民國投放至大陆的政治宣传品

1962年美国国务卿约翰·福斯特·杜勒斯访问金门时，曾参与释放空飘气球。

### 喊话
大陆

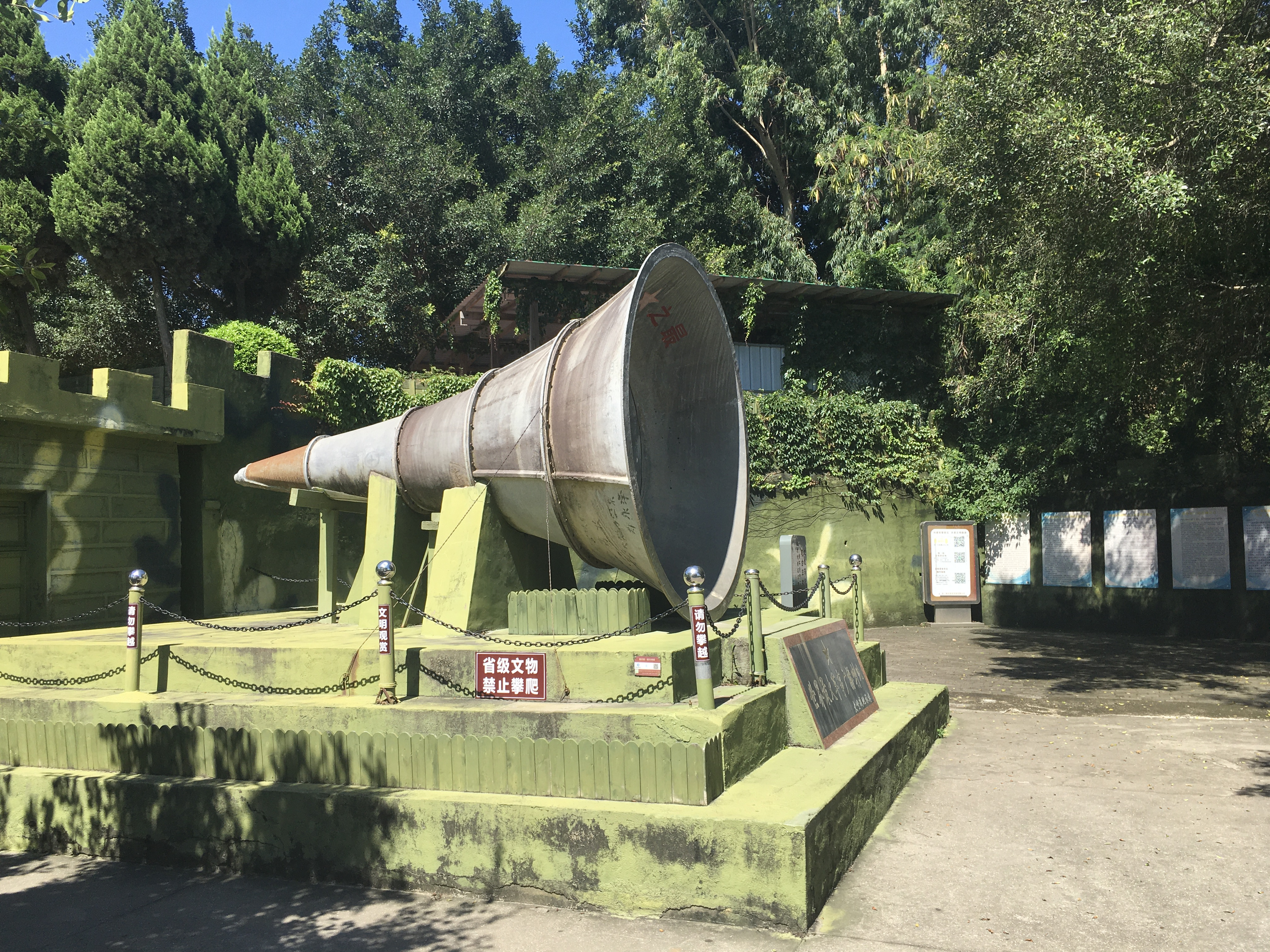
位於廈門大嶝島的世界最大軍事廣播喇叭，負責對台宣傳

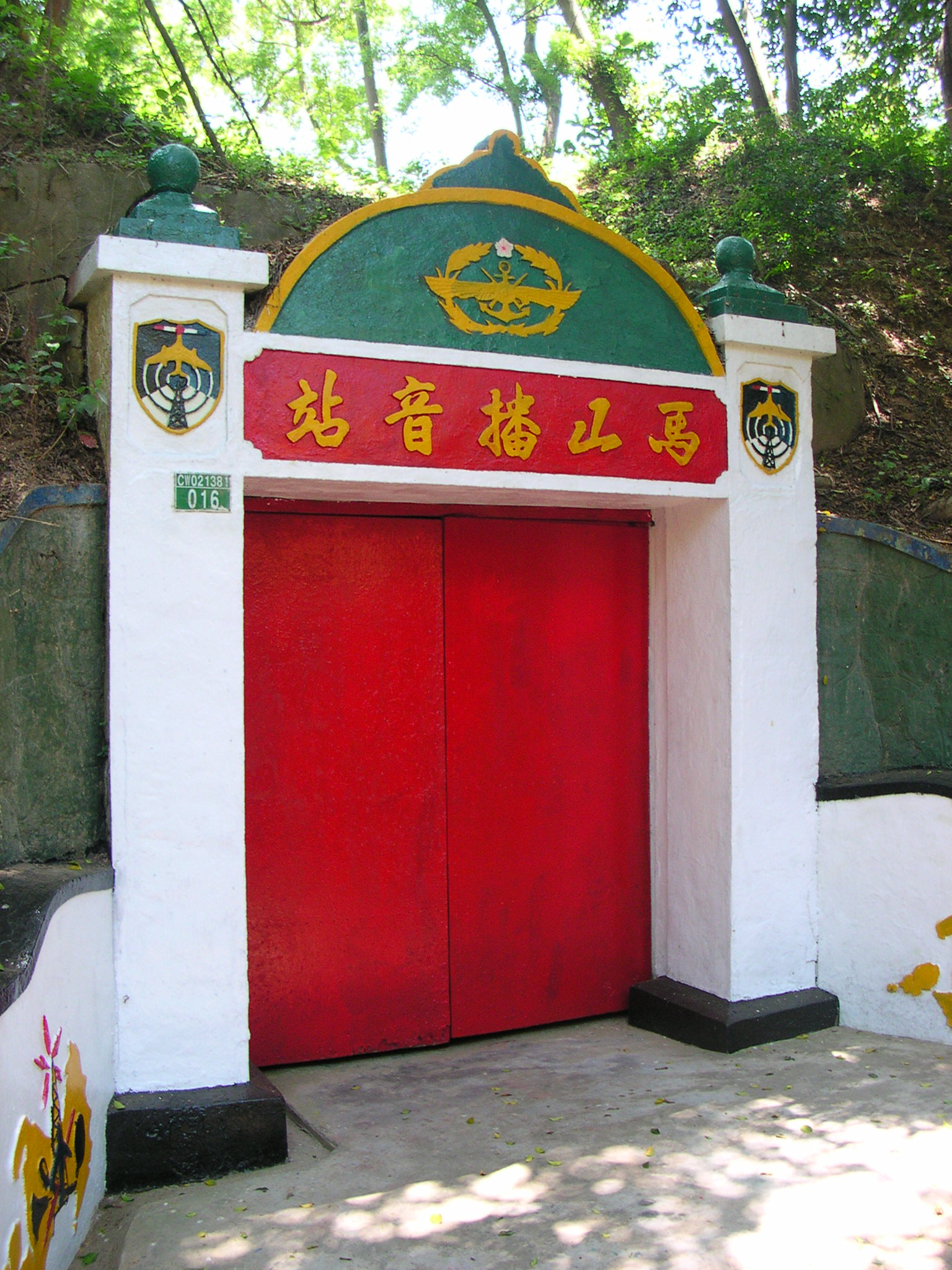
马山播音站

对金门守军喊话广播始于1953年的角屿广播组，距金门仅1800余米。后陆续设有香山广播组、石冑头广播组、白石炮台广播组。1958年八二三炮战后，中国人民解放军福建前线厦门对敌有线广播站在胡里山成立了广播总站。
1991年4月24日，厦门前线广播站停止播音。
金门
国军在馬山、大膽島、湖井頭及古寧頭设有四个广播站，并配备有混凝土修建的播音牆，配有48組揚聲器，可傳声25公里。
广播内容以宣传内容为主，配有招降、批判攻击及音乐、新闻节目。鄧麗君曾在馬山觀測所对大陆播音，其歌曲亦曾在心战中广泛播放。
1992年11月7日，金门战地政务终止后停止喊话广播。

### 无线电广播
两岸政府均曾利用无线电进行心战广播，除普通话广播外，另开设有方言及民族语言节目进行宣传。
大陆方面由中央人民廣播電臺對台廣播第一套（後更名中央人民广播电台中華之聲、中央廣播電視總台台海之聲）对台进行普通话广播，另设有對台廣播第二套中央人民广播电台神州之声对台进行客家话、闽南话的广播，除以短波播音外，另开设有面向台湾方向发射的中波发射台，及覆盖外岛的调频广播。其中波发射站多设在福建等地。解放军于1958年在福建省福州市另设有海峡之声广播电台（原名中国人民解放军福建前线广播电台），使用闽南话及普通话对台进行广播。时至今日，大陆方面共有8家电台开展对台广播，分别是中央人民广播电台、海峡之声广播电台、中国东南广播公司（现隶属福建省广播影视集团）、金陵之声电台、浦江之声电台、中国华艺广播公司、福州人民广播电台（对台湾广播部）、厦门人民广播电台（对台湾广播部）。不过随着两岸关系的缓和，其中有几家广播电台的性质已经逐渐改变，包括金陵之声、浦江之声等电台已逐渐改为为江苏、上海当地的听众服务。中国华艺广播公司和海峡之声广播电台旗下的部分频率也已经改为为福州、厦门等地的听众服务。但海峡之声的新闻广播、闽南话广播，以及中华之声和神州之声依然承担着为大陆官方发声的重要作用。
臺湾方面，迁台后的中國廣播公司中央广播电台成立大陆广播组，后于1954年5月扩大为大陆广播部，使用普通话、闽南话、客家话、粤语、潮州话、藏语、蒙古语及维吾尔语对大陆播音。。1949年成立有自由中国之声广播电台对大陆广播。國軍另设有光华广播电台（现名光华之声），隶属于汉声广播电台（原名军中之声）对大陆播音，1957年亦成立有复兴广播电台对大陆进行广播。实时的对大陆广播以中央广播电台、汉声广播电台和复兴广播电台为主。
另外，海峡两岸双方都会干扰对方的广播电台。大陆使用中国之声、经济之声、音乐或地方电台节目对台湾的电台（尤其是中央广播电台）进行干扰；台湾的汉声、复兴两家电台的部分频率也是为了干扰大陆中央台而设置。
| 福建前线广播电台节目（1981年）                                                                   | 自由中国之声广播电台节目 |
| ------------------------------------------------------------------------------------------------ | --- |
| - 伟大的祖国 - 可爱的家乡 - 爱国一家 - 台湾军政人员亲人信箱 - 对台湾籍乡亲广播 - 时事 - 地方戏曲 | - 三民主義的時代 - 自由中國報導 - 今日世界 - 祖國的召喚 - 時代青年 - 評論員時間 - 想一想 - 和中共幹部談問題 - 一周錄音報導 - 三家村夜話 - 家的歡唱 - 華夏之音 |

- 大雨将至 蚂蚁搬家 —— 评蒋经国往国外转移资产 （范正平）
- 殖民地的“模式” 吸血鬼的“乐园” —— 评蒋帮的“开放的经济”（四川五通桥盐厂工人评论组）
- 狂风暴雨扑不灭 —— 读被蒋帮监禁在火烧岛的一位台湾青年的诗（华欣）
- 当我看着投诚立功奖状的时候（山东 王作亭）
- 给丈夫陈家林的信 （辽宁海城县 车桂芝）
- 祖国处处有雷锋 （甘肃兰州市台湾省籍同胞 林天民）
- 莫好逸给他在国民党军做事的儿子莫博施的广播家信
- 对台湾国民党军官兵的讲话
- 访原蒋军士兵何宗
- 感谢毛主席给我的新生
- 台湾同胞一定要回到社会主义祖国怀抱

### 宣传弹

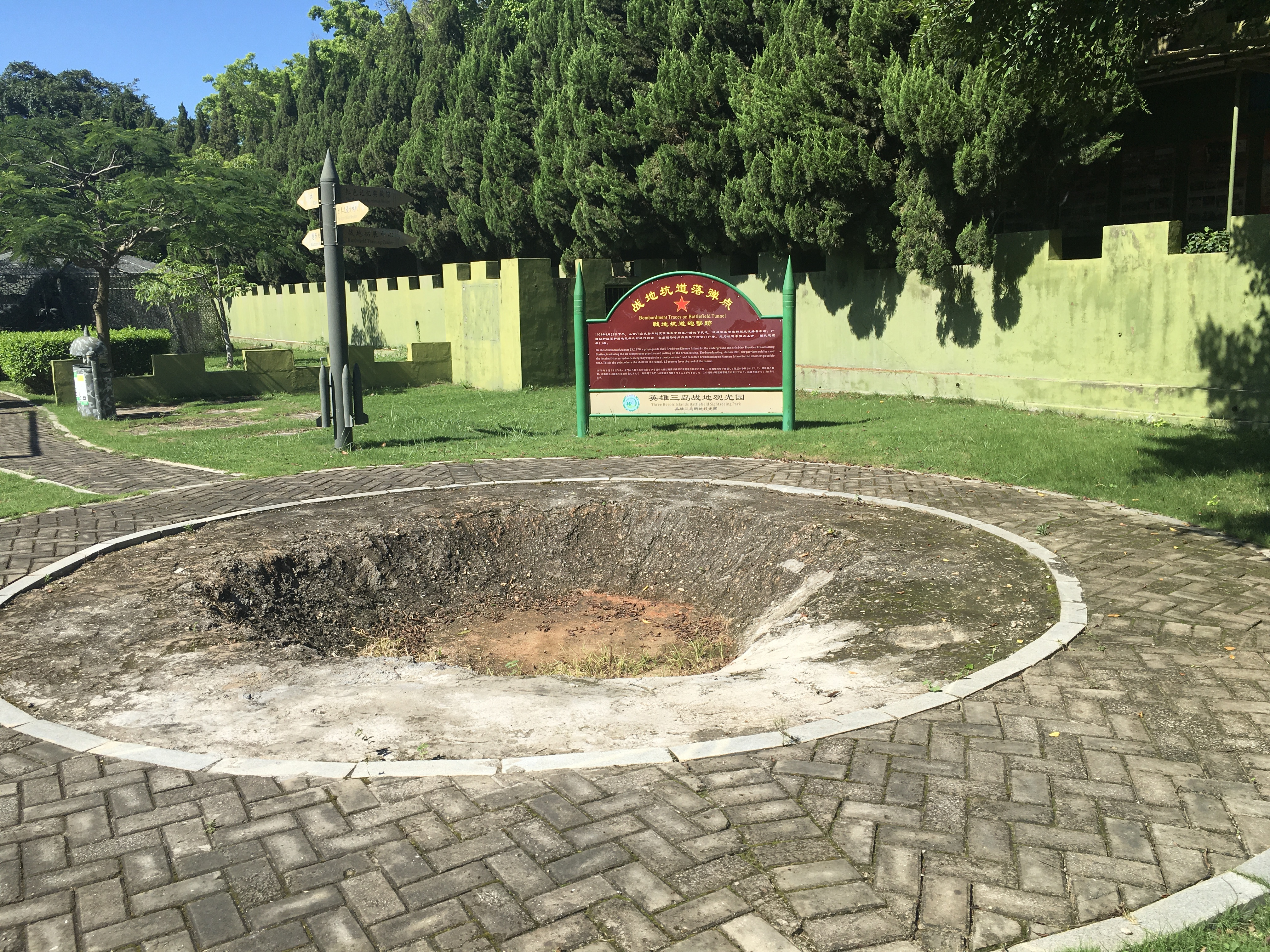
金門砲擊廈門留下的彈坑，用的是宣傳彈

宣傳彈，即用火炮发射含有宣传单等物品的空炮弹，也是兩岸心理戰的一個策略之一，由於距離的因素，此一策略通常使用於雙方政權統治範圍最接近的金門馬祖兩地。值得一提的是，著名的金門砲彈菜刀就是使用大量投擲於金門本島的宣傳彈彈殼製造的。